# Simmental
Simmental (Freiburger Patois le Chebetô) je dolina na zahodnem Bernskem Oberlandu v kantonu Bern v Švici.

## Lega
Simmental se razteza od Lenka do Boltigena približno v smeri jug-sever (Obersimmental), od tam pa se do izhoda v dolino pri Wimmisu v bližini Spieza preusmeri na zahod-vzhod (Niedersimmental). Vključuje skupnosti Lenk, St. Stephan, Zweisimmen, Boltigen, Oberwil, Därstetten, Erlenbach, Diemtigen in Wimmis. Simme teče skozi dolino.
Stranska dolina Simmentala je Diemtigtal.

## Izvor imena
Ime izvira iz septem valles ('sedem dolin'), kar je dokumentirano že leta 1175. Ime Siebnethal je bilo uradno ime do leta 1694 in Siebent(h)al je mogoče najti do začetka 19. stoletja. und Siebent(h)al findet sich noch bis in das frühere 19. Jahrhundert.
Pasma goveda Simmentaler je dobila ime po Simmentalu.

## Zgodovina
Dolina Simmental je bila že v prazgodovini prehodna kot prehod iz doline reke Aare čez Kaltwasserpass, Rawilpass ali Schnidejoch v Valais, kar dokazujejo najdbe iz bronaste in rimske dobe.
V srednjem veku je bil prvi del Burgundskega kraljestva s kmetijama Wimmis in Matten, ki sta bili omenjeni leta 994. V Obersimmentalu so bili tudi cesarski fevdi. Krajem so vladali lokalni ali sosednji gospodje, kot so Freiherr von Strättligen, Weissenburg, Raron, Brandis in grofje Gruyères. Približno 20 grajskih ruševin je dokaz njihovih utrdb in upravnih zgradb. Srednjeveške cerkve so bile središča velikih župnij. Od leta 1300 je bila dolina razdeljena na dve združenji Obersimmental in Niedersimmental z lastnim zemljiškim zakonom in deželnim svetom. Konec 14. stoletja je mesto Bern Simmental pridobil od lokalnih aristokratov in Bernžanov.
Niedersimmental (Spodnji Simmental) se je reformaciji pridružil že leta 1527, Obersimmental (Zgornji Simmental) pa z odporom leta 1528. Kmalu so se kmetje Maiensässa in Sommeralpa v dolini zaradi varnih trgov z žitom preusmerili na govedorejo. Po tem so govedo preko prelazov izvažali v Italijo, po letu 1600 pa so prodajali tudi Erlenbachške konje. Trgovci so obiskovali trge v Lenku in Boltignu, od leta 1644 pa tudi v Erlenbachu in Zweisimmenu. V 19. stoletju je bil poudarek na govedoreji, domača pasma rdeča simmentalka ali fleckvieh pa je bila primerna tako kot mlečna in mesna pasma. Od 1798 do 1803 je Simmental pripadal švicarskemu kantonu Oberland, medtem sta Niedersimmental in Obersimmental tvorila okrožje. Ta delitev je bila sprejeta tudi leta 1803, ko so z glavnimi mesti Wimmis in Zweisimmen ustanovili istoimenski bernski Oberämter. Šele zaradi nepriljubljene reforme okrožja leta 2010 je bilo treba ta upravna središča zapreti in jih pridružiti Saanen in Frutigen, ki se nahajata zunaj Simmentala.
Zdraviliški turizem se je začel v 17. stoletju s kopališči v Weissenburgu, Lenku, Rotbadu in Grimmialpu. Postal je pomembna poslovna panoga in predhodnica sodobnega turizma, ki je svoj preboj doživel šele po širitvi cest in železnic. Simmentalstrasse so razširili med letoma 1815 do 1828, Saanenstrasse leta 1835 in cesto čez Jaunpass od 1874 do 1878. Železniška proga Spiez-Erlenbach je bila odprta leta 1897, Erlenbach-Zweisimmen leta 1902 in železnišpka proga Montreux-Oberland Bernois, ki je vodila skozi Saanenland do Zweisimmena, leta 1905. Povezava z državnim avtocestnim omrežjem obstaja v Wimmisu od leta 1971. Projekt hitre ceste skozi Simmental in predor Rawil v Valais je okrog leta 1980 propadel zaradi ljudskega upora. Občine in zasebni podjetniki že od 1960-ih vlagajo v gradnjo gorskih železnic, smučišč, pohodniških poti, hotelov in počitniških apartmajev.

## Turizem
Pomembno vlogo igrajo različni kraji, zlasti v zimskem turizmu na Bernskem Oberlandu, kot npr.  Lenk ali Zweisimmen. Iz Zweisimmena se pride do Gstaada in Château-d'Oexa. Nadaljnja prehoda sta Jaunpass, čez katerega se pride od Boltigena do Bulleja v kantonu Fribourg, in Hahnenmoos, ki Lenk poveže z Adelbodnom. Simmentaler Hausweg je kulturna pohodniška pot bernskega Heimatschutza (zaščita dediščine), ki vodi mimo kmečkih hiš kot priče gradbene kulture.
- Pogled čez Obersimmental proti jugu
- Kmečka hiša pri Erlenbachu
- Kmečka hiša Argel v Därstetten

## Literatur
- David Andrist u. a.: Das Simmental zur Steinzeit. 1964.
- Bärner Visite - A la rencontre des districts. 1991.
- Armin Bratschi, Rudolf Trüb u. a.: Simmentaler Wortschatz. Wörterbuch der Mundart des Simmentals (Berner Oberland). Mit einer grammatischen Einleitung und mit Registern. Hrsg. vom Verein Schweizerdeutsch. Ott, Thun 1991.
- Der letzte Kästräger vom Talberg. Erzählung aus dem Simmental. Blaukreuz, Bern 1987. ISBN 978-3-85580-197-8.
- Sammlung Schweizerischer Rechtsquellen, II. Abteilung: Die Rechtsquellen des Kantons Bern, Zweiter Teil: Rechte der Landschaft, Band 1: Das Statutarrecht des Simmentales bis 1798, bearbeitet und herausgegeben von Ludwig Samuel von Tscharner, 1. Halbband: Das Obersimmental. Sauerländer, Aarau 1912 (online), 2. Halbband: Das Niedersimmental. Sauerländer, Aarau 1914 (online).